# Morgenland
Morgenland je přírodní památka poblíž obce Malá Morávka v okrese Bruntál. Důvodem ochrany jsou luční společenstva (mokřadní a mezofilní), na části území smíšený lesní porost.